# Athyrma perficiens
Athyrma perficiens är en fjärilsart som beskrevs av Walker 1858. Athyrma perficiens ingår i släktet Athyrma och familjen nattflyn. Inga underarter finns listade i Catalogue of Life.